# Опціон Стародавнього Риму
Опціо́н або о́птіо (від лат. optio, множина optiōnēs — «бажаний», «вибраний») — звання в давньоримській армії, заступник центуріона. Вибирався центуріоном і належав до «принципалів» (principales) — молодших офіцерів.
Опціон мав функції тактичного заступника центуріона, а в разі його смерті вступав на його посаду та приймав на себе командування центурією і ставав при цьому «центурійним опціоном» (optio centuriae). Поза полем бою мав різноманітні позиції:
- Optio ad spem (ordinis) («опціон, що подає надію») — найвищий ранг опціона, перед вступом на посаду центуріона.
- Optio ballistariorum («балістний опціон») — командував катапультами.
- Optio carceris — («гауптвахтний опціон») — начальник військової в'язниці.
- Optio custodiarum («вартовий опціон») — начальник варти.
- Optio equitum («кавалерійський опціон») — заступник командира кавалерійської частини.
- Optio valetudinarii («шпитальний опціон») — завідувач лазаретом.

Опціон отримував подвійну платню простого легіонера. Посада опціона була у різноманітних військових формуваннях і навіть в цивільній управі був optio ab actis urbi («опціон з міських справ») — свого роду секретар міського префекта.